# Технічна петрографія
Технічна петрографія — розділ петрографії створений останнім часом працями акад. Д. С. Белянкіна, його співробітників і послідовників, ставить своєю задачею вивчення і надання допомоги у виготовленні петрографічними методами штучного каміння, одержуваного в ході металургійного, керамічного і інших технічних процесів.